# Егорлык (хутор)
Егорлы́к — хутор в Труновском районе (муниципальном округе) Ставропольского края России.
До 16 марта 2020 года входил в состав муниципального образования «Сельское поселение Безопасненский сельсовет».

## География
Расстояние до краевого центра: 61 км.
Расстояние до районного центра: 18 км.

## Население
| 1925 | 1926 | 1989 | 2002 | 2010 | 2014 | 2020 |
| ---- | ---- | ---- | ---- | ---- | ---- | ---- |
| 244  | ↘198 | ↘50  | ↘7   | ↘0   | →0   | →0   |
| 2021 |      |      |      |      |      |      |
| →0   |      |      |      |      |      |      |

По данным переписи 2002 года, все жители — даргинцы (100 %).
В настоящее время хутор покинут жителями.